# Ritchiea capparoides
Ritchiea capparoides är en kaprisväxtart som först beskrevs av Gábor Gabriel Andreánszky, och fick sitt nu gällande namn av James Britten. Ritchiea capparoides ingår i släktet Ritchiea och familjen kaprisväxter. Utöver nominatformen finns också underarten R. c. longipedicellata.